# Batalha de 4 de Maio
A Batalha de 4 de maio de 1823 foi um combate naval ocorrido durante o bloqueio do porto de Salvador imposto pelo Almirante Thomas Cochrane, no contexto da Independência da Bahia, durante a Guerra de Independência do Brasil. As frotas brasileira e portuguesa se enfrentaram, resultando num empate. Não houve mortos.

## Antecedentes
Desde que o novo governador da Bahia o brigadeiro Madeira de Melo assumiu o cargo em fevereiro de 1822, as tensões entre brasileiros e portugueses aumentaram estourando revoltas na capital Salvador que foram reprimidas por Madeira de Melo, quando D. Pedro I proclamou a Independência do Brasil em 7 de setembro de 1822, os brasileiros baianos já haviam abandonado Salvador indo para o Recôncavo Baiano, onde em Cachoeira os fazendeiros e comerciantes doaram grandes quantias em dinheiro para a criação de um exército voluntário para tomar Salvador que estava sob controle português. Em 1823, as lutas continuavam e na Batalha de Pirajá os brasileiros conseguem uma importante vitória sobre os portugueses isolando-os em Salvador. O isolamento causou crises alimentícias, pois a capital era a segunda mais rica e importante do país servindo como entreposto comercial e militar sendo abastecida pelas fazendas do Recôncavo, mas como esse território estava em mãos brasileiras, a capital ficou sem abastecimento gerando uma grande fome, obrigando os portugueses a lançarem 8 ataques à Ilha de Itaparica, porém também fracassaram. Em 1 de abril de 1823, no Rio de Janeiro, D. Pedro I enviou uma frota comandada pelo Almirante Thomas Cochrane para bloquear Salvador impedindo que reforços chegassem por mar.

## A Batalha
Durante o caminho, outras embarcações se juntaram à frota. Em 30 de abril, os portugueses perceberam a frota brasileira e se prepararam. Em 4 de maio de 1823, logo após o nascer do Sol, a esquadra brasileira lançou-se sobre a esquadra portuguesa formada em duas colunas, para compensar a inferioridade numérica de 7 navios brasileiros contra 13 navios portugueses, Cochrane decide cortar a linha inimiga colocando a nau-capitânea Pedro I entre a charrua portuguesa Princesa Real e a fragata Constituição envolvendo assim a retaguarda inimiga antes que a vanguarda pudesse manobrar para socorrê-la, com isso a inferioridade numérica foi compensada.
O combate se iniciou ao meio-dia, minutos depois a linha portuguesa foi cortada, quando o Pedro I, um navio de linha, ficou em frente à charrua Princesa Real, a munição acabou por causa de dois portugueses que atrasaram a entrega dos cartuchos, com isso os brasileiros corriam o risco de serem envolvidos pela vanguarda portuguesa, Cochrane então ordena uma retirada, deixando a batalha sem um vencedor. Ele se estabelece no Morro São Paulo de onde planeja e cumpre o bloqueio, assim Madeira de Melo decide abandonar a capital na madrugada de 2 de julho de 1823, ele e os soldados portugueses embarcam, mas Cochrane percebe e os persegue até Portugal, conseguindo capturar 7 navios durante a perseguição. Salvador foi tomada pelas tropas brasileiras aderindo ao Império do Brasil.

## Ordem de batalha
Fonte:

### Brasil (Primeiro Almirante Thomas Alexander Cochrane)
Nomes dos navios envolvidos seguidos do número de canhões que o navio possuía (quando o número for conhecido):
- Pedro I (74) Navio Capitânia, Capitão de Fragata Thomas Crosbie
- Maria da Glória (32) Capitão Tenente Teodoro de Beaurepaire
- Piranga (52) Capitão de Mar e Guerra David Jewett
- Liberal (20) Capitão Tenente Antônio Garção
- Guarani (16) Capitão Tenente Antônio do Couto
- Real Pedro (10) Primeiro Tenente Justino de Castro
- Nichteroy (36) Capitão de Fragata John Taylor

### Portugal (Chefe de Divisão João Félix Pereira de Campos)
Nomes dos navios envolvidos seguidos do número de canhões que o navio possuía (quando o número for conhecido):
- Dom João VI (88) Capitânia
- Constituição (56)
- Pérola (44)
- Princesa Real (22)
- Calypso (22)
- Regeneração (22)
- Activa (23)
- Dez de Fevereiro (26)
- Audaz (18)
- São Gualter (26)
- Príncipe do Brazil (22)
- Restauração (24)
- Conceição (6)